# KTLA
KTLA ist ein Fernsehsender in Los Angeles. Er ist der älteste kommerzielle Fernsehsender westlich des Mississippi. Die Nexstar Media Group ist Eigentümer; KTLA ist Affiliate des Networks The CW. Als „Superstation“ ist KTLA via DirecTV, das Dish Network und diverse Kabelnetzbetreiber in ganz Nordamerika zu empfangen.
Der Sender sendet für das südliche Kalifornien seit 1947 und wird terrestrisch digital (UHF Kanal 31) auf dem virtuellen Kanal 5 (ATSC) ausgestrahlt. Die Produktionsstätten von KTLA liegen am Sunset Boulevard. Der Sender nutzt das ehemalige Gelände der Warner Bros. Studios.

## Geschichte

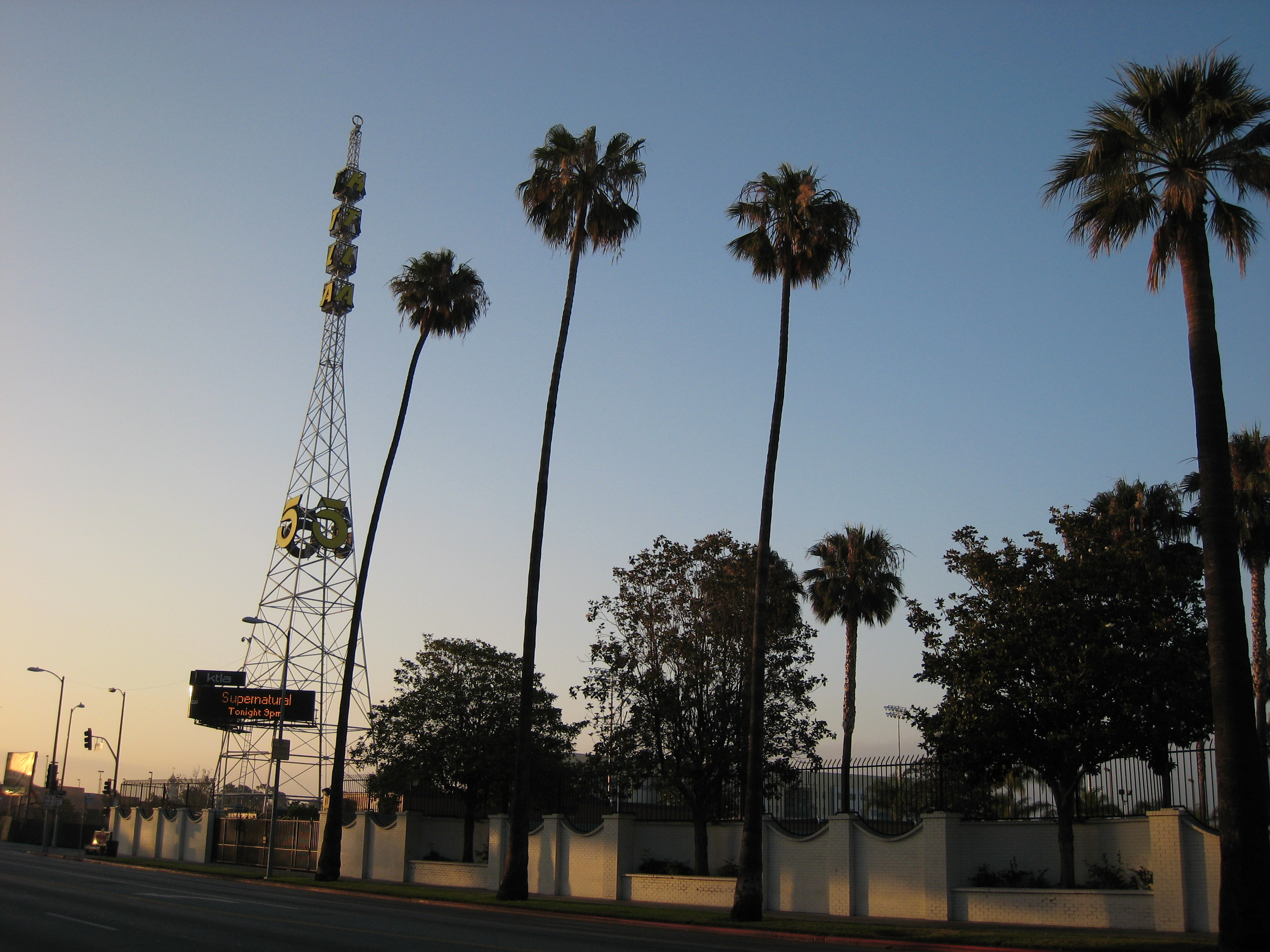
KTLA Tower

Zunächst als Versuchssender mit dem Rufzeichen W6XYZ 1941 gestartet, ging KTLA mit seinem regulären Programm am 22. Januar 1947 auf Sendung. Die erste Sendung wurde von dem Komiker Bob Hope moderiert; bei KTLA traten Show-Größen der Zeit wie Edgar Bergen und Mickey Rooney auf.
Konkurrent des Senders ist der Fox-Affiliate KTTV. 2008 wurde das Sunset-Gower Studio mit den KTLA Studios zu den neuen Capital Studios zusammen gelegt.

## Nachrichtenberichterstattung
Technische Pionierarbeit leistete der Sender bei Liveübertragungen vor Ort („on-the-spot news coverage“): KTLA berichtete am 27. Februar 1947 erstmals live vom Ort des Geschehens von einer Fabrikexplosion am Pico Boulevard und auch 1949, als ein Kind in einen Brunnen gefallen war. Als erster Fernsehsender übertrug KTLA live aus einem Helikopter und führte als erster mobile Übertragungswagen ein.
Bei den Watts-Aufständen 1965 berichtete KTLA von einem Helikopter aus über die Unruhen.
Im März 1991 wurde der Afroamerikaner Rodney King von vier weißen Polizisten zusammengeschlagen. Ein Nachbar filmte dies und übergab die Aufnahme KTLA; der Sender strahlte das Video aus und machte so das Geschehene öffentlich. Der spätere Freispruch der Haupttäter löste die Unruhen in Los Angeles 1992 aus.